# 英國駐孟加拉高級專員公署
英國駐孟加拉高級專員公署（英語：High Commission of the United Kingdom in Dhaka）是英國駐孟加拉國的主要外交代表機構。位於巴里達拉郊區的聯合國路。現任外交官是薩拉·庫克，於2023年4月被任命。

## 歷史
在達卡設立的第一個英國外交代表機構是英國副高級專員辦事處，該辦事處是在當時之巴基斯坦自治領的東孟加拉省（後來的巴基斯坦伊斯蘭共和國的東巴基斯坦）獨立後設立的。
1972年2月4日，英國承認孟加拉國獨立，最終得到其他歐洲和英國聯邦國家的承認。1972年4月18日，孟加拉國加入大英國協。英國於1972年在達卡設立高級專員公署，安東尼·戈爾茲是英國駐孟加拉國的第一位高級專員。
高級專員公署也代表英國駐孟加拉國的海外領土。